# Eumerus selevini
Eumerus selevini är en tvåvingeart som beskrevs av Stackelberg 1949. Eumerus selevini ingår i släktet månblomflugor, och familjen blomflugor.
Artens utbredningsområde är Kazakstan. Inga underarter finns listade i Catalogue of Life.